# 全巨里駅
全巨里駅(チョンゴリえき、朝鮮語: 전거리역)は、朝鮮民主主義人民共和国咸鏡北道会寧市豊山里にある朝鮮民主主義人民共和国鉄道省咸北線の鉄道駅である。

## 周辺
周囲の民家は皆無に近いが、北朝鮮当局によって改修・補修が繰り返されている。これは付近に「会寧強制収容所(正式名22号教化所)」が存在するためである。

## 歴史
- 1917年9月21日：開業[1]。

## 隣の駅
朝鮮民主主義人民共和国鉄道省
咸北線
蒼坪駅 - 全巨里駅 - 豊山駅